# Fédéralisme coopératif
Le fédéralisme coopératif est une école de pensée dans le domaine de la science politique et économique, du droit constitutionnel canadien et de la coopération économique.

## En économie
Historiquement, ses partisans ont inclus John Mitchell, Charles Gide, Paul Lambert et Beatrice Webb (qui a inventé le terme dans son livre « The Co-operative Movement in Great Britain »). Beaucoup de fédérations coopératives ne cautionnent pas le fédéralisme coopératif.

## En sciences politiques
L'approche fédéraliste connait différents angles d'analyse dont l'approche du fédéralisme coopératif qui se concentre sur « l'allocation fonctionnelle des pouvoirs de prise de décision entre les États fédérés et le gouvernement fédéral dans les systèmes politiques multi-niveaux ».
Le fédéralisme coopératif a été associé à des États fédéraux dont l'Allemagne, l’Australie et les États-Unis mais également à l’Union européenne. La notion, difficile à définir du fait de la nature et de la structure différente des systèmes politiques qu'elle a servi à définir, comprend plusieurs caractéristiques :
1. l’existence de niveaux multiples de gouvernance,
2. la notion de participation,
3. la notion de fonctions partagées,
4. la notion d'institutions coopératives.

## Droit canadien
Au Canada, le fédéralisme coopératif est une doctrine articulée dans plusieurs arrêts de principe de la Cour suprême du Canada, dont Rogers Communications Inc. c. Châteauguay (Ville), Husky Oil Operations Ltd. c. Ministre du Revenu national et le  Renvoi relatif à la Loi sur l’assurance‑emploi, Marine Services International Ltd. c. Ryan (Succession), et Saskatchewan (Procureur général) c. Lemare Lake Logging Ltd. D'après l'arrêt Rogers Communications inc., « ce principe favorise l’application, dans la mesure du possible, des lois adoptées par les deux ordres du gouvernement ».
Selon la professeure de droit Noura Karazivan, « l’histoire constitutionnelle canadienne et le fédéralisme, en particulier, oscillent traditionnellement entre deux horizons analytiques, deux paradigmes. Le premier, issu d’une approche territoriale ou dualiste, considère les compétences exclusives comme un terrain à morceler et oriente une frange de juristes traditionnellement soucieux de la protection de l’autonomie provinciale. Le second horizon repose sur une approche fonctionnelle, axée sur l’interprétation pragmatique des chefs de compétence et sur le rejet de l’étanchéité du partage des pouvoirs, et alimente les écrits de juristes traditionnellement soucieux de préserver une fédération centralisée, dans laquelle le gouvernement fédéral aurait les coudées franches pour mettre de l’avant des politiques uniformes et efficaces à travers le pays. De ces deux visions contrastées, le fédéralisme coopératif est l’héritier, [...] fréquemment associé à une conception plus souple et fonctionnelle du partage des compétences. Il demeure balisé, voire astreint, par les limites imposées par le dualisme ».
À ne pas confondre avec le fédéralisme d'ouverture, qui est une idéologie politique défendue par certains partis politiques.

## Sources
- (en) Cet article est partiellement ou en totalité issu de l’article de Wikipédia en anglais intitulé « Co-operative federalism » (voir la liste des auteurs).